# Kume no Wakame
Kume no Wakame (Japans: 久米 若女 of 久米 若売) (? - 24 juni 780) was een Japanse muraji en de moeder van Fujiwara no Momokawa, wiens dochter keizerin (postuum) was van keizer Heizei, de 51ste keizer van Japan. Ze trouwde met Fujiwara no Umakai, die in 737 zou overlijden, vijf jaar na de geboorte van Momokawa.
In maart 739 (Tenpyo 11) had ze een affaire met Isonokami no Otsumaro en werd ze naar de provincie Shimousa gestuurd. Dit veroorzaakte een schandaal dat Isonokami zijn positie en invloed aan het hof zou kosten. In juni 740 (Tenpyo 12) werd ze naar Kioto geroepen, kreeg amnestie, en kreeg de rang jugoi (従五位) aan het keizerlijkhof. Ze zou uiteindelijk de rang jushii (従四位) weten te krijgen, alvorens ze in juni 780 (Hoki 11) overleed.
Tussen 733 en 741, wisselde ze poëzie uit met Atsumi no Okimi onder de naam Kume no Joro (久米 女郎, let. "de prostituee van Kume"). Dezen kunnen gevonden worden in deel acht van de Man'yoshu.